# Papaver alpinum

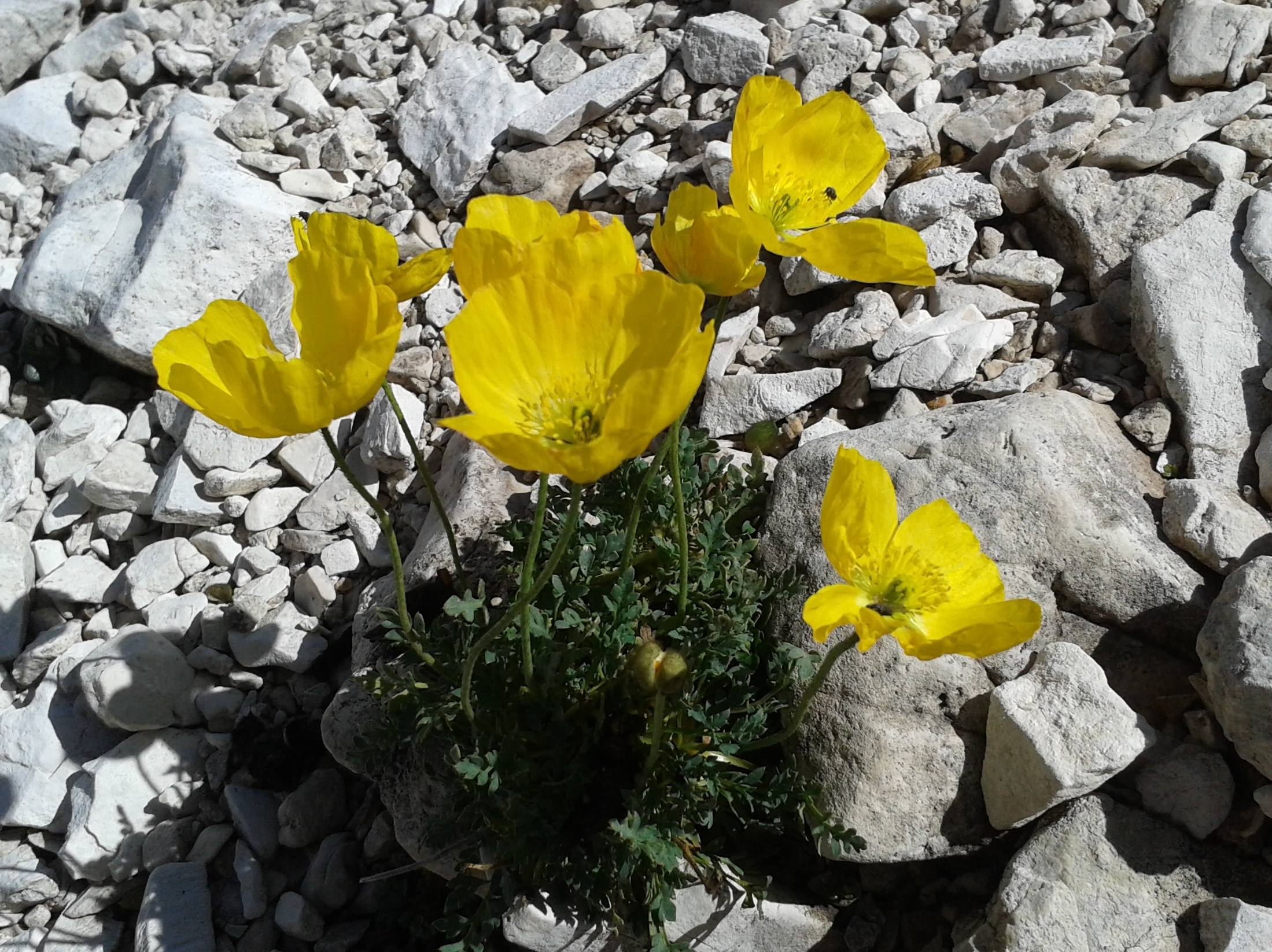

Papaver alpinum is de botanische naam van een overblijvend kruid uit de papaverfamilie (Papaveraceae). De soort kent meerdere ondersoorten, waarvan vier in Oostenrijk voorkomen.
De soort wordt 5-20 cm hoog en heeft meerdere rechtopstaande, behaarde stengels.
Zoals bij alle klaprozen komt bij beschadiging van de stengel een wit melksap vrij. De bladeren zijn allen grondstandig en enkel- of tweevoudig geveerd.
De bloemen worden tot 5 cm groot. In het begin zijn ze hangend, later rechtopstaand. Ze bestaan uit vier witte kroonbladen. Ze bieden insecten geen nectar, maar wel redelijk veel stuifmeel. De bloeiperiode is in juli en augustus.
De soort bezit een krachtige penwortel.

## Ondersoorten
- P. alpinum subsp. rhaeticum heeft gele of oranjegele kroonbladen met enkelvoudig geveerde bladeren.
- P. alpinum subsp. sendtneri heeft eveneens enkelvoudig geveerde bladeren en witte bloemen.
- P. alpinum subsp. kerneri heeft twee- of drievoudig geveerde bladeren en gele bloemen.
- P. alpinum subsp. alpinum heeft twee- of drievoudig geveerde bladeren en witte bloemen.

... · 
P. alpinum · 
P. argemone (Ruige klaproos) · 
P. bracteatum · 
P. californicum · 
P. dahlianum · 
P. dubium (Bleke klaproos) · 
P. hybridum (Bastaardklaproos) · 
P. nudicaule · 
P. orientale (Reuzenklaproos) · 
P. radicatum · 
P. rhoeas (Grote klaproos) · 
P. rupifragum · 
P. rupifragum var. atlanticum (Donzige klaproos) · 
P. somniferum (Slaapbol) · 
P. umbonatum · 
...